# Szczelina (wspinaczka)
Szczelina – w taternictwie i w ogóle we wspinaczce skalnej jest to pęknięcie w skale definiowane na kilka sposobów:
- niewielkie pęknięcie w skale, do którego  da się wbić hak,
- szerokie i głębokie pęknięcie w ścianie lub na grani o różnych rozmiarach – czasami nawet tak duże, że może w nim zmieścić się kilka ludzi,
- odstęp między ścianą a luźno obok niej leżącą skałą,
- szczeliną lub szczeliną lodowcową nazywa się także pęknięcie lodowca, zwykle poprzeczne[1].